# Iris Murdoch
Dama Jean Iris Murdoch; [dejm džin iris mur-dok], angleško-irska filozofinja, pisateljica, literarna kritičarka in univerzitetna profesorica, *15. julij 1919, Dublin, Irska, † 8. februar 1999, London, Združeno kraljestvo.
V njenih romanih se najbolj prepletajo teme o dobrem in zlu, o razmerjih, ki temeljijo na spolnosti, moralnih načelih oziroma etiki ter o moči podzavesti. Leta 1987 je bila imenovana za Damo poveljnico Reda britanskega imperija. Za svoje romane pa je prejela tudi veliko nagrad.

## Življenje
Iris Murdoch se je rodila v Phibsboroughu v Dublinu na Irskem, z družino pa so se nekaj tednov po njenem rojstvu preselili v London. Bila je edini otrok Irene Alice, operne pevke, in očeta Willsa Johna Hughesa Murdocha, delavca javnega sektorja. V London so se preselili, ker je njen oče tam dobil službo uradnika na ministrstvu za zdravje. Iris je pozneje svojo družino opisala kot 'popolno trojico ljubezni'.
Obiskovala je internat v Bristolu, leta 1938 pa je začela študij na ženski fakulteti Somerville College v Oxfordu. Tam je študirala klasično filologijo, zgodovino in filozofijo. Leta 1942 je diplomirala z odliko in takoj začela s službo na ministrstvu za finance, dve leti pozneje pa je začela delati za Združene narode, kjer je pomagala ljudem, ki so ostali brez strehe nad glavo, ter drugim, ki jih je prizadela druga svetovna vojna. Ta izkušnja je imela močan vpliv na njena poznejša dela.
Med leti 1947 in 1948 je obiskovala podiplomski študij filozofije na Univerzi v Cambridgeu, kjer je spoznala Ludwiga Wittgensteina, čigar filozofske nazore je pozneje kritizirala. Za tem je 15 let poučevala filozofijo na Univerzi v Oxfordu.
Leta 1956 se je poročila z Johnom Bayleyjem, ki je bil literarni kritik, pisatelj in profesor angleščine na Oxfordu. Spoznala sta se v Oxfordu dve leti prej. Poročena sta bila 40 let, do njene smrti. Njuno razmerje je bilo zanimivo in nenavadno. Njenemu možu se je zdel seks absurden, skorajda nesmiseln, zato je Murdochova imela številna zunajzakonska razmerja.
Irisin prvi roman Pod mrežo (Under the Net) je bil objavljen leta 1954, pred tem pa je objavljala filozofske eseje. Objavila je tudi prvo monografijo v angleščini o Jean-Paulu Sartru. Kasneje je napisala še 25 drugih romanov ter raznih filozofskih del, kot tudi poezijo in nekaj dramskih del. Njen zadnji roman je bil objavljen leta 1995, leta 1999 pa je umrla zaradi Alzheimerjeve bolezni.
Sama ni nikoli brala kritik svojih del in je svoj čas le redko namenila branju del svojih sodobnikov; raje je imela evropske avtorje 19. stoletja, kot so Jane Austen, Charles Dickens, George Eliot, Henry James, Lev Nikolajevič Tolstoj in Fjodor Mihajlovič Dostojevski.

## Delo

### Filozofija
Njeno pisateljsko delo in uspeh pogosto zasenčita njene vplive in dosežke v filozofiji. Kljub temu pa so bila njena dela nedavno ovrednotena kot ključni del povojne filozofije, še posebej njena dela na področju moralne filozofije oziroma etike ter ponovne interpretacije Aristotela in Platona. Svoje analize na področju moralne filozofije je usmerjala v pozornost, človekovo percepcijo sveta ter človekovo zaznavanje stvarnosti.
Filozofija Iris Murdoch temelji na zoperstavljanju utilitarizmu, behaviorizmu in eksistencializmu, ki mentalne pojave pojmujejo kot javne, dostopne opazovanju in tesno povezane z voljo. Za razliko od njih, svoje teze ne izpeljuje iz neosebnega sveta dejstev, ampak izhaja iz »zgodovinskega« posameznika. Podobno kot Platon, dobro povezuje z resnico. Meni, da je zatrtje jaza in osvoboditev od fantazije oz. zmožnost videti stvari take, kot v resnici so, prvi pogoj pravega, moralnega vedenja.
V nedavnih raziskavah o njenih filozofskih delih je Justin Broackes izpostavil nekatere značilne lastnosti njene moralne filozofije, ki vključuje moralni realizem in naturalizem. Iris Murdoch je v teh delih pisala o ponižnosti oziroma skromnosti, velikodušnosti, zavračanju, o neke vrste natančnosti oziroma poudarku na detajlih ter o metaforah moralne percepcije. S svojimi deli je (tudi posredno) vplivala na svoje sodobnike in naslednike, kot so Elizabeth Anscombe, Philippa Foot, John McDowell in Bernard Williams.
Na njena dela sta vplivala Simone Weil, od katere si je sposodila koncept 'pozornosti', in Platon. V delih, kjer je oživljala Platona poudarja stvarnost dobrega. Iz te perspektive potem tudi kritizira Kanta, Sartra in Wittgensteina. Slednjega, ker je zagovarjal pozitivizem in eksistencializem.
Njeno najpomembnejše filozofsko delo je Suverenost dobrega (The Sovereignty of Good), ki je prevedeno tudi v slovenščino. To delo predstavlja okvir vsega njenega filozofskega razmišljanja. V njem razvija trditev, da je platonska prispodoba dobrega kot sonca pravilna. V luči dobrega vidimo stvarnost, njen red, takšno, kot je. Ključna vloga v zrenju stvari v luči dobrega pripada ljubezni, kajti ljubezen nas usmerja k dobremu. Dobrega samega ne moremo neposredno zreti, čeprav mu lahko sledimo in ga lociramo. Lepoto lahko doživljamo relativno jasno, dobro pa je težje jasno zaznati, razen v primerih izredno ponižnih ljudi. Velika umetnost in zelo ponižni ljudje so redka mesta, kjer vrlina jasno sije. V tem kontekstu Murdochova razvije svoje pojmovanje svobode. Prepričana je tudi, da Bog ne obstaja in verjame samo v ljubezen do stvarnosti, dobro in lepoto. Življenje je naključno in sprejeti moramo, da smo smrtni. Prav na to pa se nanaša kritika Bojana Žalca: ponuditi bi nam morala filozofsko analizo vere in ljubezni, česar ni naredila. Tako bi bile njene trditve utemeljene in dorečene.

### Leposlovje
V svojih leposlovnih delih je Murdochova uravnovesila zahteve po dobri zgodbi s potrebo po tem, kako življenje odraža stalne resnice o obstoju. Zaradi napetosti, ki jo je ustvarila s tem pristopom, so bili njeni romani unikatni in kontroverzni. Njeno leposlovje združuje elemente povesti z bolj naprednimi vprašanji o dobrem, etičnem in položaju zaupanja v vsakdanjem življenju ter konfliktu med duhovno in telesno ljubeznijo.
Osrednje osebe njenih romanov so bili briljantni, a samovšečni moški, katerih egoizem je ponekod že preraščal v zlobo.
Po njenem mnenju naj bi leposlovje predstavljalo sredstvo za spopadanje z življenjskimi težavami in način učenja o etičnem obnašanju. Njena leposlovna dela so pogosto opisana kot realistična, a hkrati polna simbolov.

### Politični nazori
Iris Murdoch je sicer leta 1946 dobila štipendijo za študij v Združenih državah Amerike, vendar je bila njena prošnja za vizo zavrnjena, ker je bila med študijem članica komunistične partije v Veliki Britaniji. Kasneje je povedala, da ji je to članstvo v komunistični partiji omogočilo vpogled v to, kako grozen pravzaprav je marksizem.
Čeprav je bila irskega porekla, se ni počutila kot Irka.

### Filozofska dela
- Sartre: Romantic Rationalist (1953)
- The Sovereignty of Good (1970)
  - v slovenščini Suverenost dobrega (2006) (COBISS)
- The Fire and the Sun (1977)
- Metaphysics as a Guide to Morals (1992)
- Existentialists and Mystics: Writings on Philosophy and Literature (1997)

### Romani
- Under the Net (1954)
- The Flight from the Enchanter (1956)
- The Sandcastle (1957)
  - v slovenščini Grad iz peska (1964) (COBISS)
- The Bell (1958)
- A Severed Head (1961)
- An Unofficial Rose (1962)
  - v slovenščini Nepriznana roža (1977) (COBISS)
- The Unicorn (1963)
  - v slovenščini Samorog (1975) (COBISS)
- The Italian Girl (1964)
- The Red and the Green (1965)
- The Time of the Angels (1966)
- The Nice and the Good (1968)
- Bruno's Dream (1969)
- A Fairly Honourable Defeat (1970)
- An Accidental Man (1971)
- The Black Prince (1973),  James Tait Black Memorial Prize
  - v slovenščini Črni princ (1985) (COBISS)
- The Sacred and Profane Love Machine (1974), Whitbread literary award for Fiction
- A Word Child (1975)
- Henry and Cato (1976)
- The Sea, the Sea (1978), the Booker Prize
- Nuns and Soldiers (1980)
- The Philosopher's Pupil (1983)
- The Good Apprentice (1985)
- The Book and the Brotherhood (1987)
- The Message to the Planet (1989)
- The Green Knight (1993)
- Jackson's Dilemma (1995)

### Kratke zgodbe
- Something Special (1957)

### Dramska dela
- A Severed Head (z J.B.-jem Priestleyjem, 1964)
- The Italian Girl (z Jamesom Saundersom, 1969)
- The Three Arrows; The Servants and the Snow (1972)
- The Servants (1980)
- Acastos: Two Platonic Dialogues (1986)
- The Black Prince (1987)

### Zbirke poezij
- A Year of Birds (1978; prenovljena izdaja, 1984)
- Poems by Iris Murdoch (1997)